# Ribulosa-1,5-bisfosfato
La ribulosa-1,5-bisfosfato (o en su forma abreviada RuBP) es un importante sustrato implicado en la fijación de carbono durante el ciclo de Calvin de la fase oscura de la fotosíntesis. La enzima rubisco cataliza la incorporación de dióxido de carbono a la RuBP, sintetizando así un intermediario de 6 átomos de carbono muy inestable, denominado 3-ceto-2-carboxiarabinitol-1,5-bisfosfato, que se hidroliza prácticamente al instante en dos moléculas de glicerato-3-fosfato (también 3-fosfoglicerato, 3PG). Cada molécula de 3PG será reducida para dar lugar a una molécula de gliceraldehido-3-fosfato (G3P), que servirá para la síntesis de glucosa o bien para el reciclaje de la RuBP.
La RuBP se recicla, es decir, es tanto degradada como sintetizada durante el ciclo de Calvin. Es el producto de la fosforilación de la ribulosa-5-fosfato por medio de ATP.

## Balance de la fijación de carbono
RuBP (5C) + CO2 (1C) = Intermediario inestable (6C) → 2 moléculas de 3PG (3C) → 2 moléculas de G3P.
Las moléculas de G3P tienen dos destinos posibles:
- Reciclaje de RuBP: 5 G3P = 3 RuBP.
- Síntesis de glucosa: 2 G3P = 1 C6H12O6 (glucosa).